# 作ノ口駅
作ノ口駅（さくのくちえき）は、神奈川県高座郡相模原町（廃止時。現在の相模原市緑区）にあった相模鉄道の駅。現在の東日本旅客鉄道（JR東日本）相模線、上溝駅と南橋本駅との間にあって、現在の作の口踏切付近に所在した。

## 歴史
駅は1931年（昭和6年）4月29日、厚木駅と橋本駅との間の開通に伴って開設され、附近の多くの停留所と共に1943年（昭和18年）10月1日に休止となった。正式な廃止は1944年（昭和19年）6月1日、相模鉄道の国有化に伴って行われたと考えられている。
地元住民の間には再度の設置を要望する声が高まっており、作の口踏切附近の線路際にはこれを示す看板が設置されているが、現在のところ設置に関する具体的な計画は存在しない。

## 隣の駅
※営業休止時点
相模鉄道
相模線
本上溝駅 - 作ノ口駅 - 相模町駅